# Michel Aflak
Michel Aflak, arab. ميشيل عفلق, Mīšīl ʿAflaq – Miszil Aflak (ur. 9 stycznia 1910 w Damaszku, zm. 23 czerwca 1989 w Paryżu) – syryjski polityk, jeden z twórców partii Baas i ideolog baasizmu.

## Życiorys

### Młodość i wczesna działalność
Pochodził z rodziny arabskiej wyznania prawosławnego z Damaszku. Jego rodzina zajmowała się handlem i żyła w damasceńskiej dzielnicy Majdan. Według niektórych źródeł, powołujących się na niewydany testament polityka, już w wieku 15 lat Aflak przestał uważać się za chrześcijanina, przeszedł na islam, zaś w 1943 publicznie głosił, że wszyscy Arabowie powinni naśladować Mahometa. Według innych świadectw w 1949 Aflak nadal utożsamiał się z wyznaniem swoich rodziców, a nawet miał rozważać ustąpienie z funkcji pełnionej w partii Baas, gdyż sądził, że powinno się powierzyć ją przedstawicielowi społeczności muzułmańskiej jako największej w Syrii.
W latach 1928–1932 studiował na Sorbonie historię. Podczas studiów zetknął się z ideami socjalistycznymi i z Francuską Partią Komunistyczną. Następnie wrócił do Syrii pod mandatem francuskim i podjął pracę w charakterze nauczyciela w męskiej szkole średniej at-Tadżhiz. Równocześnie zaangażował się w głoszenie idei socjalistycznych i panarabskich. W pracy poznał innego nauczyciela, Salah ad-Dina al-Bitara, który również studiował we Francji i tam został sympatykiem socjalizmu. W 1943 Aflak i al-Bitar organizowali w jednej z kawiarni w Damaszku stałe dyskusje polityczne, gromadząc wokół siebie grupę zwolenników. W tym samym roku Aflak bez powodzenia startował w wyborach parlamentarnych jako kandydat niezależny w okręgu damasceńskim.

### 1947-1963. Ideolog partii Baas
W 1947 Aflak, al-Bitar oraz Zaki al-Arsuzi założyli Partię Odrodzenia Arabskiego (partię Baas; z arab. baʿth – odrodzenie, zmartwychwstanie). Podczas gdy al-Bitar zajmował się koordynowaniem bieżącej działalności organizacji, Aflak był głównym teoretykiem organizacji, a sformułowana przez niego ideologia określana jest w literaturze jako baasizm. Swoje idee Aflak popularyzował także na łamach prasy, odkąd partia Baas zaczęła wydawać własne pismo pod tym samym tytułem.
Podczas I wojny izraelsko-arabskiej, na wieść o porażkach wojsk syryjskich, Aflak zaczął na łamach pisma „Al-Baas” wzywać do strajków i protestów przeciwko prezydentowi Szukriego al-Kuwatliego i rządowi Dżamila Mardama. Osobiście prowadził manifestacje uliczne. Gdy oskarżył rząd o kradzież pieniędzy publicznych, został aresztowany. W kwietniu 1949, po zamachu stanu Husniego az-Za’ima, ponownie trafił do więzienia. Osadzony w więzieniu Al-Mazza w Damaszku, podpisał zobowiązanie do wycofania się z działalności politycznej i wyrzekł się idei, które dotąd głosił. Po upadku dyktatury az-Za’ima, jaki nastąpił po zamachu stanu Samiego al-Hinnawiego, Aflak wszedł w sierpniu 1949 do nowego cywilnego rządu Haszima al-Atasiego jako minister edukacji. Gabinet ten był rządem jedności narodowej, znaleźli się w nim reprezentanci wszystkich znaczących w Syrii opcji politycznych. Aflak zachował stanowisko do grudnia tego samego roku. W 1949 po raz drugi bez powodzenia startował w wyborach parlamentarnych.
Gdy kolejnego zamachu stanu w Syrii dokonał Adib asz-Sziszakli, Aflak publicznie wyraził poparcie dla jego działań, licząc na powrót do rządu. Wbrew jego oczekiwaniom nowy rząd wojskowych zdelegalizował wszystkie partie polityczne. W tej sytuacji Aflak emigrował do Libanu, gdzie w grudniu 1952 brał udział w zreorganizowaniu partii Baas, do której przyłączyła się Arabska Partia Socjalistyczna Akrama al-Hauraniego. Nazwę organizacji zmieniono wówczas na Partia Socjalistycznego Odrodzenia Arabskiego.
Po obaleniu dyktatury asz-Sziszaklego partia Baas wznowiła działalność w Syrii, a jej wpływy i znaczenie rosło. Wyborcami partii byli głównie chłopi, ubodzy i średniozamożni mieszkańcy miast, niżsi urzędnicy, nauczyciele oraz młodzi oficerowie, zwykle wywodzący się z wiejskich rodzin. W 1956 przedstawiciele partii weszli do rządu Sabriego al-Asaliego, zaś w 1957 partia Baas odniosła zwycięstwo wyborcze i współtworzyła gabinet. Od 1957 w Syrii coraz silniejsza była jednak Komunistyczna Partia Syrii, konkurująca z partią Baas. Obawiając się przejęcia władzy przez komunistów (drogą rewolucji lub po zwycięskich wyborach), baasiści opowiedzieli się za zjednoczeniem Syrii z naserowskim Egiptem. Zaakceptowali przy tym warunki przedstawione przez prezydenta Egiptu Gamala Abdel Nasera, który zażądał pełnej unifikacji obu państw (a nie federacji) oraz podporządkowania syryjskich sił zbrojnych dowódcom egipskim. 5 lutego 1958 proklamowano powstanie Zjednoczonej Republiki Arabskiej (ZRA). Aflak spodziewał się, że w nowym państwie będzie głównym ideologiem, nadal upowszechniając panarabizm w wersji baasistowskiej. Nie otrzymał jednak żadnego stanowiska państwowego. Szybko zaczął krytykować sytuację polityczną w Zjednoczonej Republice Arabskiej i autorytarne rządy Abdel Nasera, które w jego ocenie niczym nie różniły się od dawnych syryjskich dyktatur. W 1960 liderzy dawnej partii Baas (nielegalnej w Zjednoczonej Republice Arabskiej) oficjalnie przeszli do opozycji, a w 1961 poparli zamach stanu Abd al-Karima an-Nahlawiego, który restytuował odrębność Syrii. Sytuacja w kraju w kolejnym roku była bardzo niestabilna.
W tym samym roku z Aflakiem bliższe kontakty nawiązała grupa oficerów syryjskich-sympatyków partii Baas, którzy w latach istnienia ZRA służyli z Egipcie – Komitet Wojskowy. Jej przywódcami byli Muhammad Umran, Salah Dżadid oraz Hafiz al-Asad. Nie widząc innej możliwości odzyskania władzy przez baasistów, wiosną 1962 Aflak zgodził się na przeprowadzenie przez nich zamachu stanu w imieniu partii. Podczas rozmów między oficerami a głównym teoretykiem baasizmu nie ustalono, jaki system rządów zostanie ustanowiony w kraju po przewrocie, zgodzono się jedynie, że kraj nie powinien ponownie łączyć się z Egiptem.

### 1963-1966

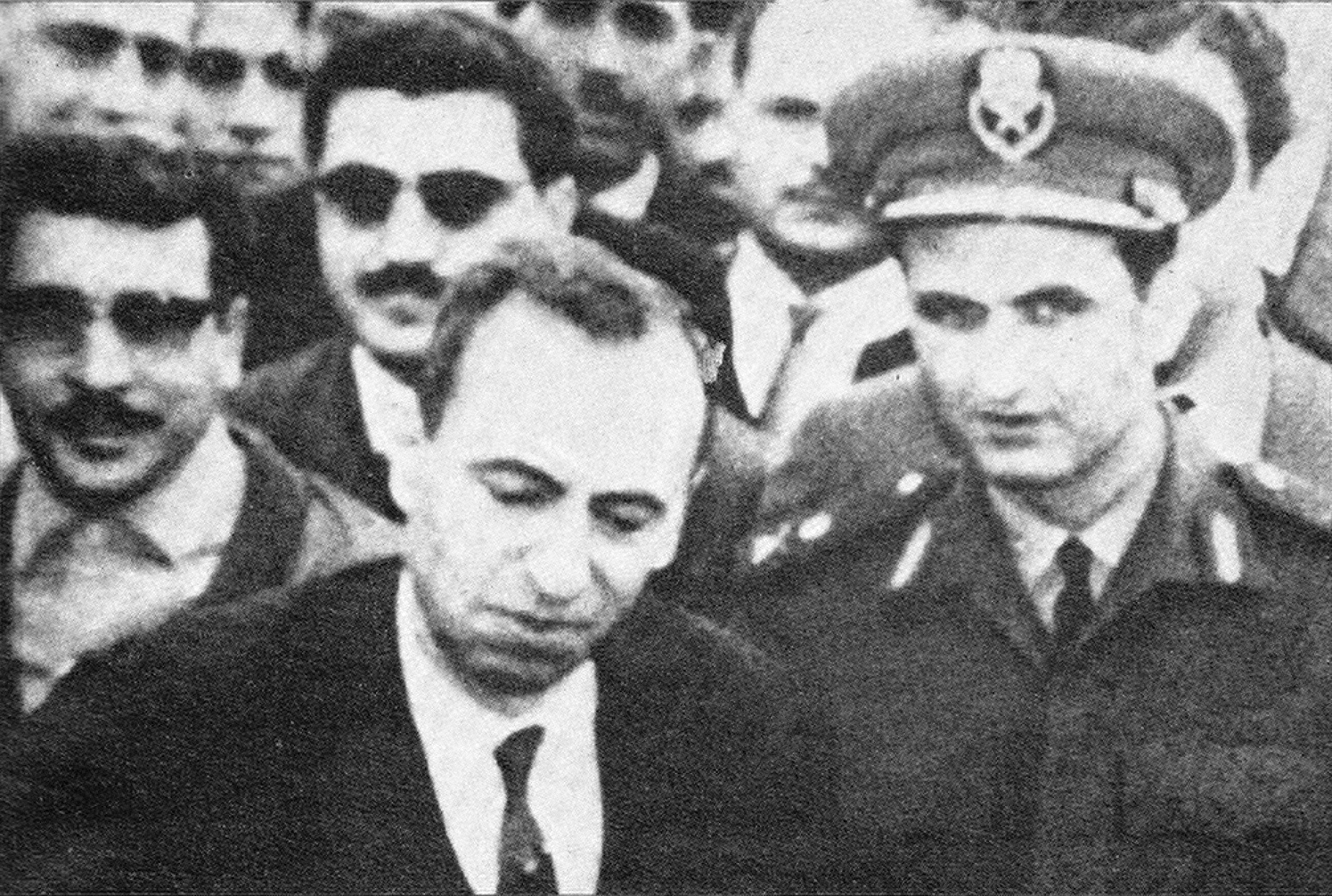
Michel Aflak i Salah Dżadid, jeden z przywódców zamachów stanu w Syrii w 1963 i w 1966. Efektem pierwszego było przejęcie władzy przez partię Baas, drugiego – zwycięstwo jej radykalnej frakcji nad umiarkowaną i zmuszenie Aflaka do emigracji

Planowany zamach stanu miał miejsce w marcu 1963 i zakończył się sukcesem. Utworzono wówczas Narodową Radę Dowództwa Rewolucyjnego, złożoną z oficerów o poglądach baasistowskich i naserystowskich. Premierem Syrii został Salah ad-Din al-Bitar, a prezydentem – gen. Amin al-Hafiz, bliski Aflakowi. Sam Aflak pozostał sekretarzem generalnym partii Baas, jedynej legalnej formacji politycznej, która mogła po 1963 działać w Syrii. Jego stosunki z rządzącymi wojskowymi, wśród których największą rolę odgrywali członkowie dawnego Komitetu Wojskowego, były trudne. Chociaż nowy rząd ogłosił Aflaka głównym ideologiem państwa i podkreślał lojalność wobec jego poglądów, w rzeczywistości najbardziej wpływowi jego członkowie hołdowali przekonaniom radykalniejszym, głoszonym przez innego twórcę partii Baas – Zakiego al-Arsuziego.
W grupie wojskowych, która doszła do władzy po zamachu stanu, szybko doszło do konfliktu. Jeszcze w 1963 baasiści usunęli naserystów z Narodowej Rady Dowództwa Rewolucyjnego oraz wysokich stanowisk w armii. W czerwcu 1963 naseryści pod wodzą Dżasima Alwana bezskutecznie próbowali odzyskać władzę. Ostatecznie rozmowy z Egiptem w sprawie restytucji unii zostały zerwane. We wrześniu tego samego roku na kongresie partii Baas doszło do kolejnych sporów, tym razem między frakcjami radykalną i umiarkowaną; na spory ideowe nakładały się konflikty personalne oraz religijne. Aflak coraz bardziej niechętnie oceniał władzę wojskowych. Zarzucał im ustanawianie w kraju dyktatury, wzywał do restytucji porządku demokratycznego. Z umiarkowaną frakcją Baas związany był również jego wieloletni współpracownik Salah ad-Din al-Bitar.
23 lutego 1966 wojskowi popierający radykalną frakcję partii Baas przeprowadzili w Syrii kolejny zamach stanu. Prezydentem kraju został Nur ad-Din al-Atasi, jednak faktycznie najpotężniejszymi postaciami w kraju stali się generałowie Salah Dżadid (równocześnie zastępca sekretarza regionalnego partii Baas) i Hafiz al-Asad, mianowany ministrem obrony. Aflak został zmuszony do opuszczenia kraju. Nowy syryjski rząd ogłosił, że prawdziwym twórcą baasizmu był Zaki al-Arsuzi.

### Emigracja

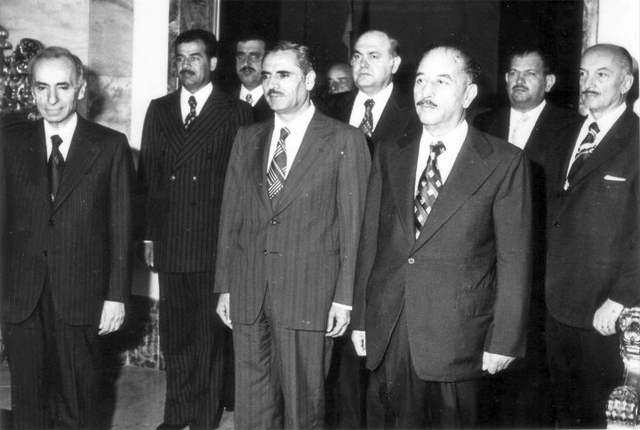
Przywództwo Narodowe irackiej partii Baas, przed 1974. Od lewej: Michel Aflak, Saddam Husajn (w drugim rzędzie), Szibli al-Ajsami, Ahmad Hasan al-Bakr

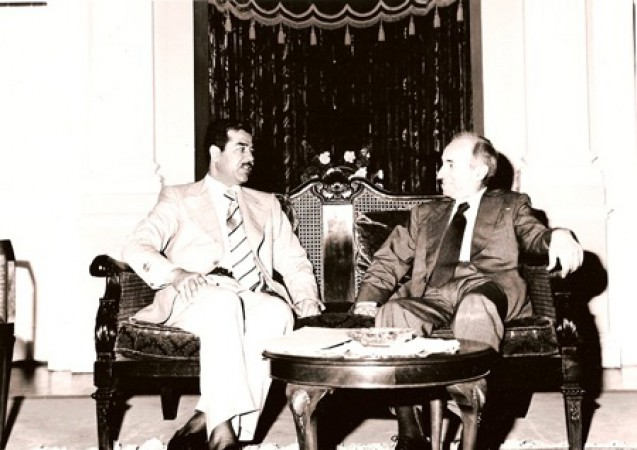
Aflak i Saddam Husajn, 1979

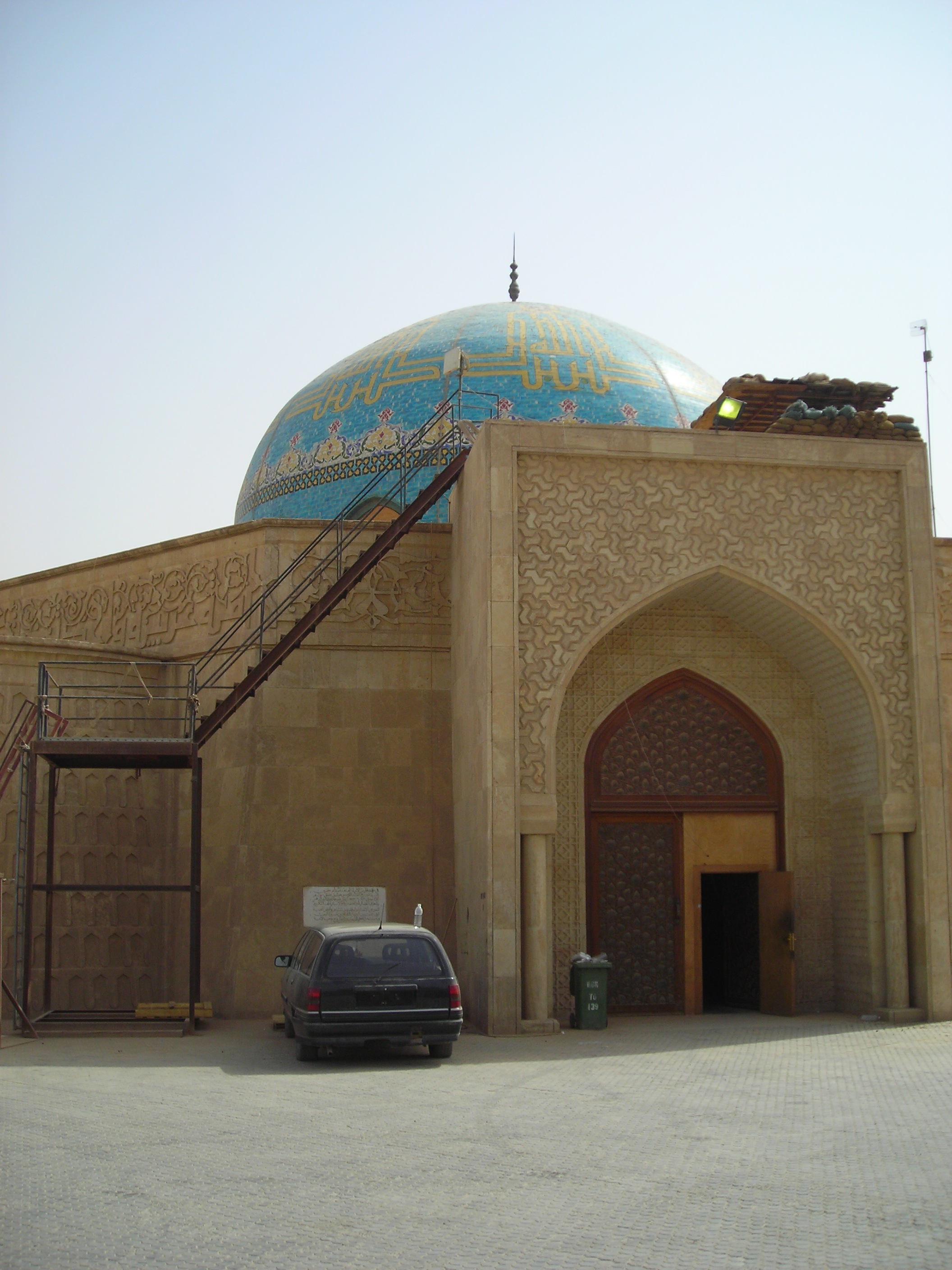
Mauzoleum Aflaka w Bagdadzie

Aflak udał się do Bejrutu, gdzie przebywał do 1968. W wymienionym roku iracki oddział partii Baas przeprowadził w swoim kraju udany zamach stanu, przejmując władzę, zaś Aflak został zaproszony do objęcia stanowiska sekretarza generalnego partii. Zamieszkał w Bagdadzie, a jego obecność w Iraku tamtejszy oddział partii traktował jako dowód na słuszność ich polityki, mniej radykalnej, niż kurs przyjęty przez władze Syrii. Obydwa kraje, chociaż powoływały się na tę samą ideologię baasistowską, pozostawały w złych stosunkach. W Syrii prace Aflaka były oficjalnie zakazane.
Aflak pozostał w Iraku do 1970, gdy popadł w konflikt z prezydentem irackim Ahmadem Hasanem al-Bakrem na tle stosunku do Organizacji Wyzwolenia Palestyny. Aflak był zdania, że Irak powinien interweniować w Jordanii w obronie palestyńskich partyzantów przeciwko armii jordańskiej (Czarny Wrzesień). Al-Bakr odmówił interwencji, toteż Aflak wyjechał z Bagdadu i ponownie osiadł w Bejrucie, krytykując od tej pory baasistowski rząd Iraku.
Po wybuchu wojny domowej w Libanie Aflak zgodził się wrócić do Iraku i zaprzestać krytyki tamtejszego rządu. Nie brał już udziału w bieżącym życiu politycznym, publikował jedynie prace teoretyczne, w których objaśniał i rozwijał koncepcje baasistowskie. Po 1979 zaprzyjaźnił się z Saddamem Husajnem i wywierał pewien wpływ na jego polityczne decyzje.
Aflak zmarł w 1989 w Paryżu. Saddam Husajn utrzymywał, że przed śmiercią przeszedł na islam, jednak wersja ta była kwestionowana. Jego dom w Bagdadzie, grób oraz pomnik zostały zniszczone po amerykańskiej inwazji na Irak i obaleniu rządów Saddama Husajna.
Był żonaty z Amal Baszur, którą poślubił w 1959 w prawosławnym soborze Zaśnięcia Matki Bożej w Damaszku.